# Badgebup
Badgebup is een plaats in de regio Great Southern in West-Australië. Het ligt 329 kilometer ten zuidoosten van Perth, 187 kilometer ten noorden van Albany en 34 kilometer ten oosten van Katanning. Badgebup telde 37 inwoners in 2021 tegenover 146 in 2006.

## Geschiedenis
Ten tijde van de Europese kolonisatie leefden de Koreng Nyungah Aborigines in de streek.
De eerste kolonist, H. Hayward, vestigde zich in 1873 in de streek. In 1897 volgde J.C. Warren met zijn oudste zoon John Campbell. Tijdens de Eerste Wereldoorlog trad Campbell in het leger. Hij sneuvelde op 16 augustus 1918. Zijn ouders wilden iets om hem te herdenken en bouwden de 'St. Peter's Church' in 1922.
In 1923 werd het dorp officieel gesticht. Het werd 'Badjebupp' genoemd naar een nabijgelegen waterbron. De naam is Aborigines van afkomst en betekende vermoedelijk "plaats van de wilde biezen" of "brede groene bladeren aan een plant nabij een kwel". Het werd in 1923 nog even 'Nalabup' genoemd maar veranderde hetzelfde jaar terug in 'Badjebup'. In 1972 werd de naam 'Badgebup' vastgelegd. Het dorp was gelegen aan een nevenspoor langs de spoorweg tussen Katanning en Nampupp. Het had een kerk, een gemeenschapszaal, een schooltje en een winkel. De school sloot in de jaren 1940 en de winkel in de jaren 1950.

## 21e eeuw
Badgebup maakt deel uit van de Shire of Katanning. Het district leeft vooral van de schapen- en graanteelt. Badgebup is een verzamel- en ophaalpunt voor de oogst van de graanproducenten uit de streek die bij de Co-operative Bulk Handling Group aangesloten zijn.

## Bezienswaardigheid
- De St Peters Church werd in 1922 gebouwd en in 1996 op de erfgoedlijst geplaatst.[7]
- De Holland Track, een 700 kilometer lange 4x4-track, loopt langs Badgebup.[8]

## Transport
Badgebup wordt door de Katanning-Nyabing Road verbonden met Katanning dat langs de Great Southern Highway ligt.
Badgebup ligt langs het goederenspoorwegnetwerk van Arc Infrastructure. Er rijden geen reizigerstreinen.

## Galerij

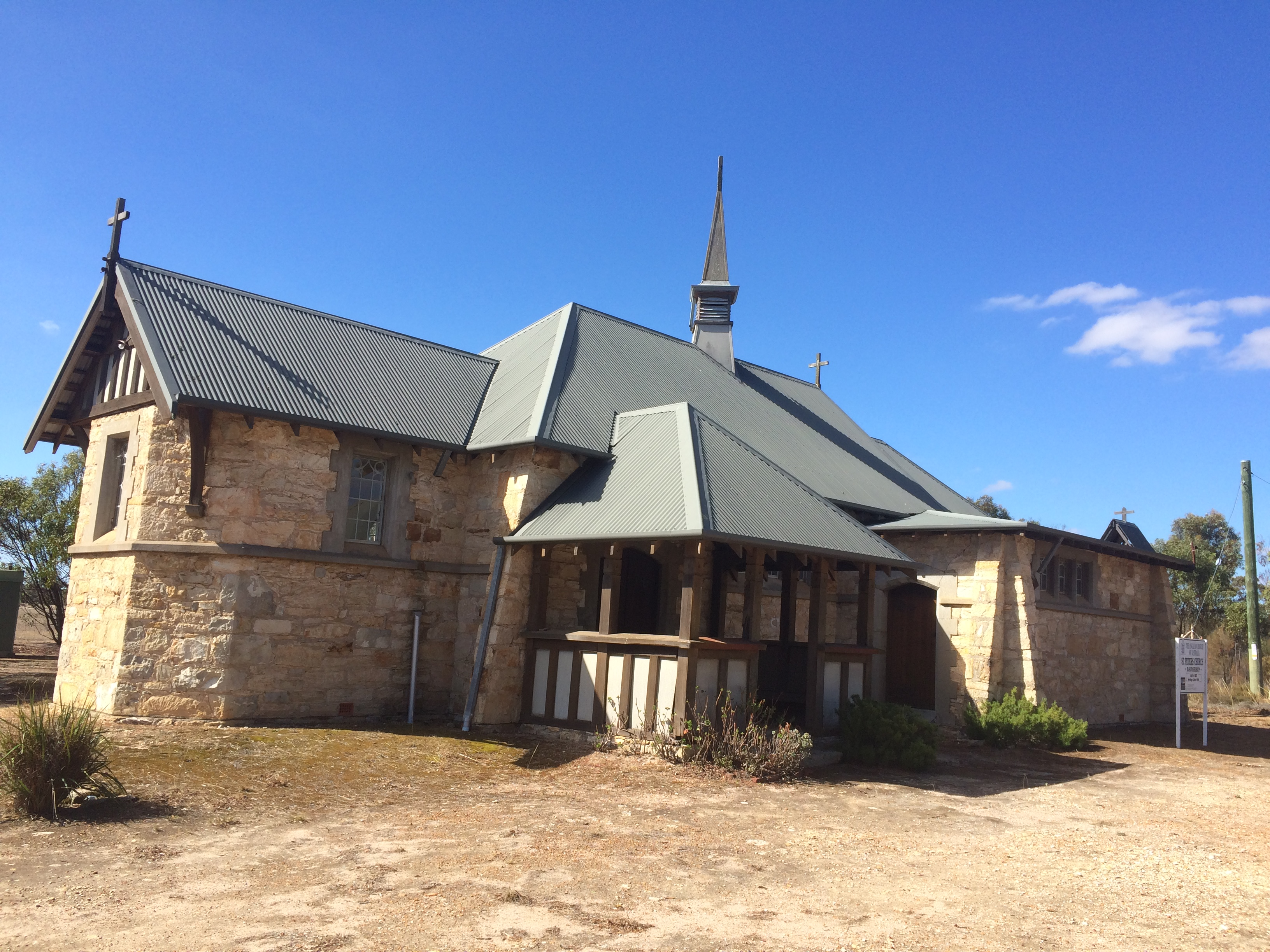
'St Peters Church'
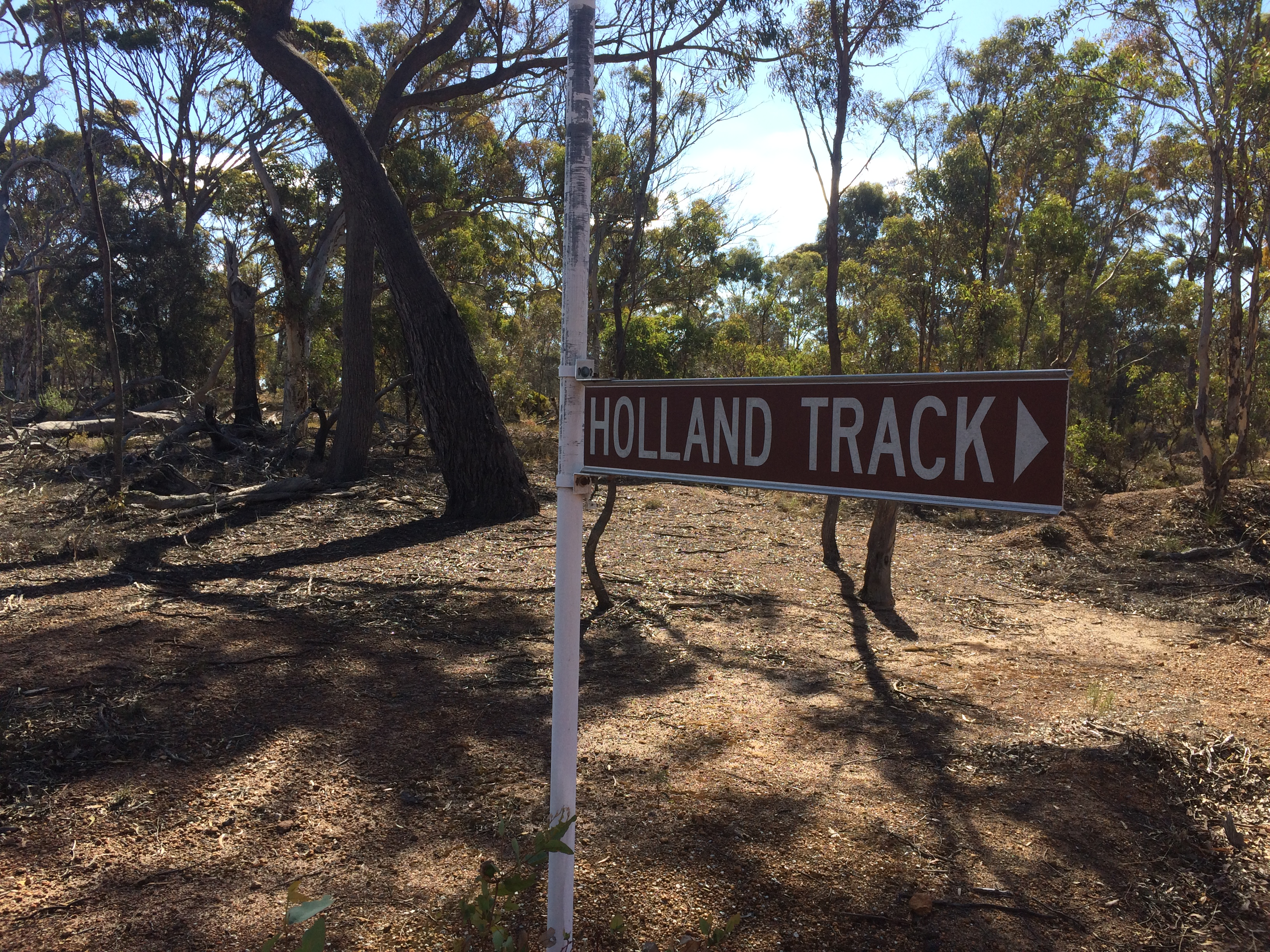
'Holland Track'
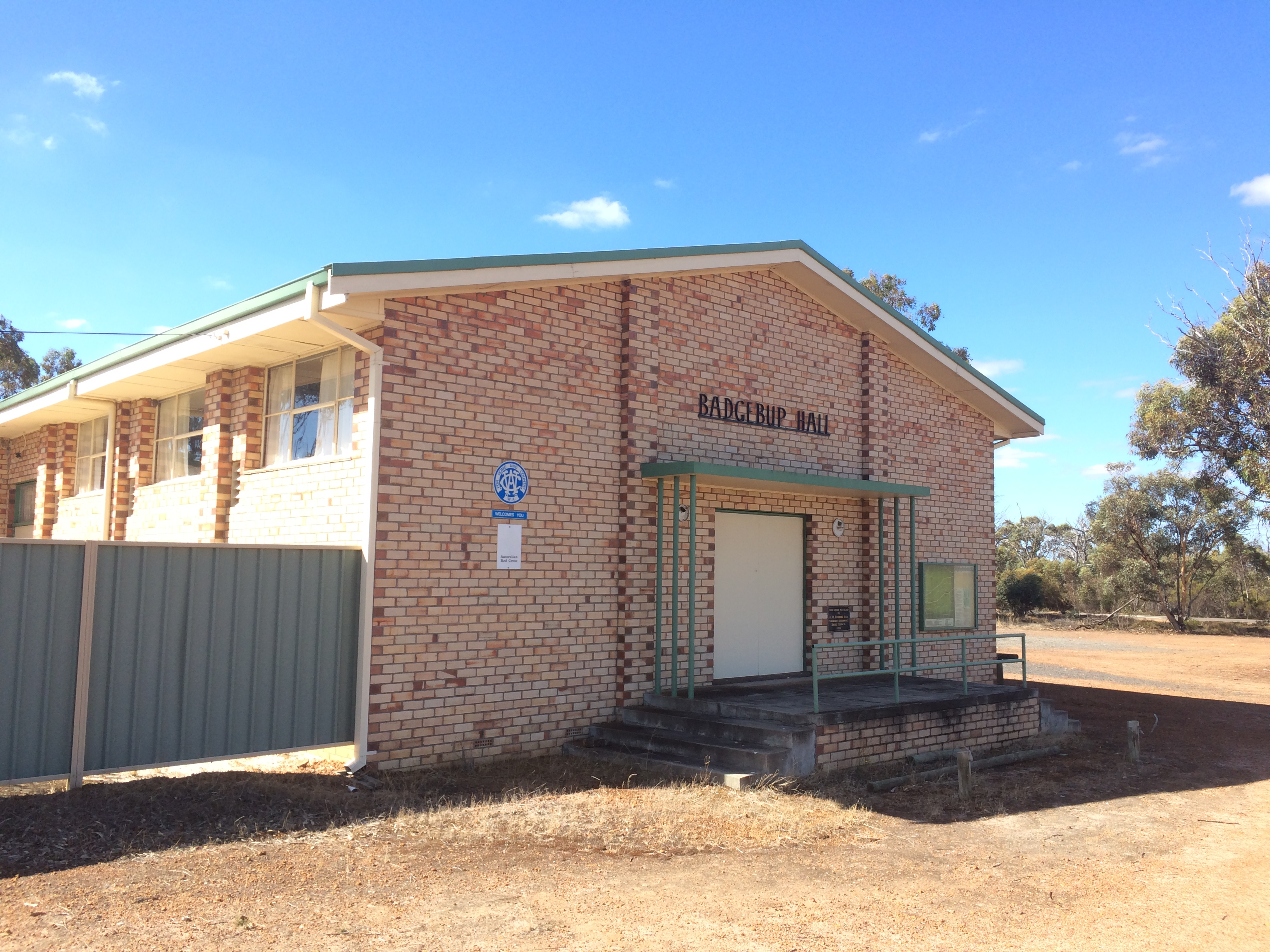
gemeenschapszaal uit 1918